# CNN
Сі-Ен-Ен (англ. Cable News Network; укр. Кабельна мережа новин), або CNN — одна з провідних телерадіокомпаній світу. Була заснована у 1980 р. Тедом Тернером виключно як телевізійне агентство новин. Зараз розташована у м. Атланта, штат Джорджія, США. Сі-Ен-Ен першою почала цілодобове мовлення у 25-ту річницю свого заснування, 1 червня 2005 р.
Штаб-квартира компанії розташована в місті Атланта, штат Джорджія, однак в інших містах країни, а також закордоном знаходиться багато філіалів. Тільки в США за станом на грудень 2004 р. глядацька аудиторія Сі-Ен-Ен становила 88,2 млн осіб. Крім США, телекомпанія транслює по кабельній мережі свої передачі також і на Канаду. Окремий підрозділ «CNN International» здійснює мовлення на 212 інших країн світу через супутник. В усьому світі випуски новин телекомпанії дивляться більш ніж 1,5 мільярди осіб.
Станом на 1 червня 2010 року компанія CNN складалася з 14 різних новинних кабельних і супутникових каналів, 2 радіостанцій, 6 інтернет-сайтів і 37 зарубіжних бюро. Новини CNN передаються за допомогою сигналів 38 космічних супутників і доступні вони до перегляду більше 200 млн домогосподарств (households) в 212 країнах і територіях світу. Одним із ключових моментів в історії CNN стало організоване в січні 1991 року висвітлення війни в Перській затоці — вперше військові дії подібного масштабу демонструвалися в прямому телеефірі. Телерепортажі з місця подій у Перській затоці помітно зміцнили престиж CNN як цілодобового джерела міжнародних новин.
11 вересня 2001 CNN стала першою службою новин, яка передала екстрені новини про події, як-от терористичний акт 11 вересня 2001 року.
Незважаючи на провідне положення в США, CNN знаходиться на другому місці серед міжнародних служб новин, поступаючись аудиторії BBC майже вдвічі (BBC World — 277 600 000 домогосподарств). Причиною тому може служити відносно невеликий вік компанії в порівнянні з однією з найстаріших телерадіомовних корпорацій у світі, крім того BBC World доступний відкрито з багатьох популярних супутників, тоді як мовлення CNN в основному кодоване.

## Історія

### Рання історія
Після того, як Тед Тернер у віці 24 років втратив батька (той покінчив з собою через нездатність виплатити борги свого бізнесу) і успадкував рекламну компанію Turner Outdoor Advertising, 1964 року він купує невелику збанкрутілу телекомпанію, і змінює її назву на WTCG. Для виділення свого каналу серед решти Тернер робить вихід новин на своєму телеканалі на п'ять хвилин пізніше інших каналів. Аудиторія каналу зростала, а з нею і доходи від реклами.
1975 року Тед Тернер вирішує заснувати цілодобовий новинарний телеканал. 1979 року він вкладає у новий проект перші 20 млн. доларів.
Канал CNN було засновано 1980 року у Атланті. О 18:00 годині 1 червня вийшов перший випуск новин. Перше повідомлення в ефірі каналу — замах на життя борця за громадянські права Вернона Джордана.
Спочатку канал приносив самі збитки: 2 млн доларів щомісяця. CNN жартома стали називати Chicken Noodle Network (дослівно: Мережа Куриної Юшки). Зарплатня працівників телеканалу була нижчою за зарплатню працівників середньої радіостанції. Тернер продовжував інвестувати у свій проект.
З моменту свого дебюту CNN розширив охоплення до ряду провайдерів кабельного та супутникового телебачення, кількох вебсайтів і спеціалізованих закодованих  каналів (наприклад, CNN Airport). Компанія має 42 бюро (11 внутрішніх, 31 міжнародне), понад 900 місцевих станцій (які також отримують новини та показують контент через службу відеоновин CNN Newsource), і кілька регіональних та іноземних мереж по всьому світу. Успіх каналу зробив Теда Тернера добросовісним магнатом і підготував основу для остаточного придбання конгломератом Time Warner у 1996 році Turner Broadcasting System.
Проведення прямих ефірів із місць подій в епоху, коли швидко розвиваються інформаційні технології, ширить популярність каналу. 1982 року відкривається бюро у Японії, а 1985-го — розширюється мережа європейських бюро. На момент заснування каналу їх було тільки два — у Лондоні та Римі.
Супутній канал, CNN2, був запущений 1 січня 1982 року і передбачав безперервний 24-годинний цикл 30-хвилинних випусків новин. Канал, який пізніше став відомий як CNN Headline News, а тепер відомий як просто HLN, зрештою зосередився на висвітленні новин у прямому ефірі, доповненому персональними програмами ввечері та в прайм-тайм.
CNN висвітлював події серпневого путчу в Москві (1991 рік) та показував в прямому ефірі штурм Верховної Ради РФ (1993 рік).
Окрім випусків новин на декількох каналах, компанія має низку інформативних програм, ток шоу та інтерв'ю. Такі авторські програми, як «Наживо з Ларрі Кінгом», «Ввечері з Лу Доббсом» та «Андерсон Купер 360°» є одними з найпопулярніших в Америці. Документальні фільми та розслідування Кристіан Аманпур користуються популярністю не тільки в США, але й за кордоном. Окрім англійської, мовлення також ведеться на окремих каналах іспанською, арабською та турецькою мовами. Випуски новин також виходять в інтернеті, де окрім новин є й фотографії та відеокліпи подій.
CNN+ (CNN Plus) — іспаномовний цілодобовий телевізійний новиннєвий канал, який був запущений у 1999 році як спільне підприємство Sogecable та Turner Broadcasting. Він вийшов з ефіру наприкінці 28 грудня 2010 року. Керівництво оголосило, що CNN+ буде закрито 31 грудня 2010 року.
У телекомпанії існує певна кількість критиків, які були невдоволені однобоким висвітленням подій у світі та критикували телекомпанію за насаджування американського погляду на події у світі. Серед домашньої аудиторії основною критикою була занадто ліберальна редакційна політика.

### Основні події

#### Війна в Перській затоці
Війна в Перській затоці в 1990—1991 роках стала переломною подією для CNN, яка вперше у своїй історії кинула телеканал позаду американських телевізійних мереж «Великої трійки», здебільшого завдяки безпрецедентному історичному ходу: CNN був єдиним новинним агентством з можливістю спілкуватися зсередини Іраку в перші години кампанії бомбардувань Коаліції, з прямими репортажами з готелю «аль-Рашид» у Багдаді репортерами Бернардом Шоу, Джоном Холліманом та Пітером Арнеттом.
Момент початку бомбардування було оголошено на CNN Шоу 16 січня 1991 року так: Це Берні Шоу. Надворі щось відбувається…. Пітер Арнет, приєднуйся до мене. Давайте опишемо нашим глядачам те, що ми бачимо… Небо над Багдадом освітлено…. Ми бачимо яскраві спалахи по всьому небу.
Не маючи можливості негайно транслювати кадри з Багдада в прямому ефірі, висвітлення CNN перших годин війни в Перській затоці мало драматичне відчуття радіомовлення — і було порівняно для ведучого новин CBS Едварда Р. Марроу в прямому ефірі радіорепортажів про німецькі бомбардування Лондона під час Другої світової війни. Попри відсутність прямих зображень, репортаж CNN транслювався телевізійними станціями та мережами по всьому світу, в результаті чого CNN дивилися понад мільярд глядачів у всьому світі.
Висвітлення війни в Перській затоці принесло CNN високу легітимність і зробило промовистими імена раніше маловідомих репортерів. Шоу, відомий своїми репортажами в прямому ефірі з Багдада під час війни в Перській затоці, став головним ведучим CNN до виходу на пенсію у 2001 році. Серед інших — тодішній кореспондент Пентагону Вольф Блітцер (тепер ведучий The Situation Room з 8 серпня 2005 р.) та міжнародний кореспондент Крістіан Аманпур. Присутність Аманпура в Іраку була зображена актрисою Норою Данн у ролі безжального репортера Адріани Круз у фільмі 1999 року «Три королі». Дочірня мережа HBO, що належить Time Warner, пізніше випустила телефільм, Live from Baghdad, про висвітлення CNN першої війни в Перській затоці.
Висвітлення першої війни в Перській затоці та інших криз початку 1990-х років (зокрема сумнозвісної битви за Могадішо) спонукало чиновників Пентагону ввести термін «ефект CNN», щоб описати уявний вплив цілодобового висвітлення новин у реальному часі на процеси прийняття рішень американським урядом.

#### Напади 11 вересня
CNN був першим кабельним новинним каналом, який повідомив новини про теракти 11 вересня. Ведуча новин Керол Лін була в ефірі, щоб зробити перший публічний звіт про подію. Того ранку о 8:49 за східним часом вона увірвалася в рекламний ролик і сказала: Ви дивитесь на дуже тривожний живий кадр. Це Всесвітній торговий центр, і сьогодні вранці у нас є непідтверджені повідомлення про те, що літак врізався в одну з веж Всесвітнього торгового центру. CNN Center зараз тільки починає працювати над цією історією, очевидно, телефонує нашим джерелам і намагається з'ясувати, що саме трапилося, але явно щось відносно нищівне сталося сьогодні вранці на південному кінці острова Манхеттен. Це знову ж таки зображення однієї з веж Всесвітнього торгового центру.
Шон Муртаг, віцепрезидент CNN з фінансів та адміністрації, був першим співробітником мережі, який вийшов у ефір.  Він зателефонував до CNN Center зі свого офісу в нью-йоркському бюро CNN і повідомив, що комерційний літак врізався в Торговий центр.
Дерин Каган і Леон Харріс були в прямому ефірі відразу після 9:00 ранку за східним часом, коли другий літак врізався в Північну вежу Всесвітнього торгового центру, і в інтерв'ю кореспонденту CNN Девіду Енсору повідомили, що американські офіційні особи встановили, «що це терористичний акт».  Пізніше Аарон Браун і Джуді Вудрафф були в ефірі вдень і вночі, коли розгорталися атаки, вигравши тим самим нагороду Едварда Р. Мерроу для мережі.  Браун щойно приєднався до CNN з ABC, щоб стати ведучим останніх новин. CNN надав доступ до архівних файлів більшої частини щоденного мовлення п'ять сегментів плюс огляд [Архівовано 3 січня 2015 у Wayback Machine.].

#### Вибори в США 2008 року

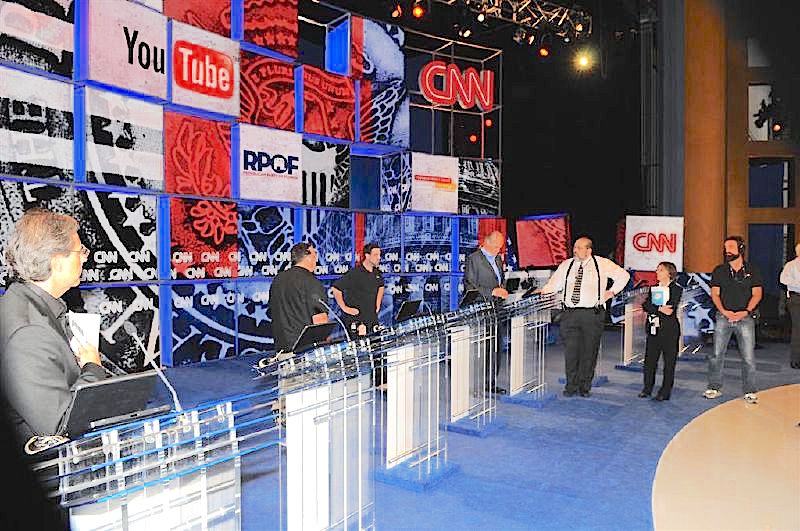
Сцена для других CNN/YouTube_presidential_debates

Напередодні президентських виборів у США 2008 року CNN присвятив значну частину свого висвітлення політиці, включаючи проведення дебатів кандидатів під час праймериз від Демократичної партії та Республіканської партії. 3 і 5 червня 2007 року CNN об'єднався з коледжем Святого Ансельма, щоб спонсорувати республіканські та демократичні дебати в Нью-Гемпширі. Пізніше того ж року на каналі відбулися перші президентські дебати CNN/YouTube, нетрадиційний формат, де глядачам запропонували попередньо подати запитання через Інтернет через службу обміну відео YouTube.  У 2008 році CNN разом з Los Angeles Times проводять первинні дебати перед висвітленням Супервівторка. Дебати та висвітлення ввечері виборів CNN привели до його найвищих рейтингів за рік: у січні 2008 року середня кількість глядачів становила 1,1 мільйона глядачів, що на 41 % більше, ніж у попередньому році.

#### Вибори в США 2016 року
Завдяки прямим висвітленням президентських виборів у США 2016 рік став найпопулярнішим роком CNN в його історії. Протягом кампанії мережа транслювала без редагувань багато мітингів кампанії Трампа. Помічники кандидатів від Республіканської партії Марко Рубіо, Джеба Буша та Теда Круза звинуватили президента CNN Джеффа Цукера в підриві їхніх кандидатів під час праймеріз від Республіканської партії. Після виборів Цукер визнав, що було помилкою транслювати таку кількість передвиборчих мітингів. CNN також викликав критику під час виборів за наймання колишнього керівника кампанії Трампа Корі Левандовскі, який все ще отримував гроші і фактично працював від імені кампанії.

### Президентство Трампа, володіння AT&T

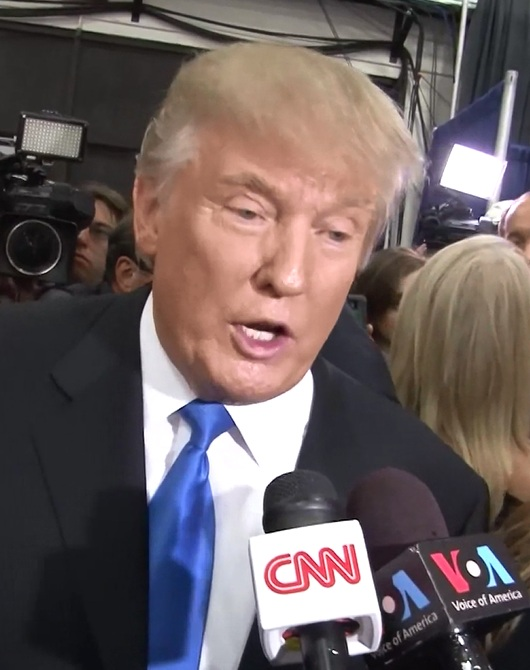
Інтерв'ю Дональда Трампа CNN і Голосу Америки у вересні 2016 року

Президентство Дональда Трампа призвело до багатьох помітних суперечок за участю CNN. Критики звинуватили мережу в тому, що вона непропорційно висвітлювала Дональда Трампа та кандидата від Демократичної партії Гілларі Клінтон. Президент CNN Джефф Цукер захищав CNN від критики, коментуючи, що з кандидатів від Республіканської партії Трамп був найбільш охоче давати інтерв'ю в ефірі. Трамп прокоментував звинувачення під час свого виступу на Конференції консервативних політичних дій (CPAC) у 2017 році, жартома назвавши CNN «Clinton News Network».
У січні 2017 року CNN повідомила, що Трампа поінформували про секретне досьє , яке містить детальну інформацію про компрометувальну особисту та фінансову інформацію, нібито отриману російським урядом. Хоча CNN не опублікувала досьє, Трамп розкритикував мережу під час пресконференції наступного дня і відмовився відповідати на запитання репортера CNN Джима Акости, стверджуючи, що мережа є «фейковою новиною».  26 червня 2017 року журналісти-розслідувачі CNN Томас Франк, Ерік Ліхтблау та Лекс Харіс добровільно пішли у відставку після того, як мережа відкликала онлайн-статтю, яка неправильно пов'язувала помічника Трампа Ентоні Скарамуччі до російського інвестиційного фонду в 10 мільярдів доларів. У мережі вибачилися перед Скарамуччі й визнали, що онлайн-історія не відповідає їхнім редакційним стандартам.  Цукер у відповідь наголосив, що мережа повинна «грати безпомилково», коли мова йде про будь-які майбутні історії про Трампа.
У липні 2017 року Трамп опублікував у Twitter відредаговану версію відео, на якому він бореться з Вінсом Макмехоном на землі під час WrestleMania 23, замінив обличчя Макмехона логотипом CNN. Кліп вважався подальшим виразом його думок щодо якості покриття мережі. Кілька медіаоглядачів і політиків-демократів засудили ретвітне відео, занепокоєні тим, що його суть — з огляду на тон критики Трампом провідних ЗМІ за те, що він вважає несприятливим висвітленням нього та його президентства — може підбадьорити деяких його вкрай правих прихильників крила чинити насильство проти журналістів із ЗМІ, які не входять до спектра консервативних ЗМІ. CNN також зіткнувся з критикою  у зв'язку з розслідуванням, яке визначило користувача Reddit (пов'язаного зі спільнотою сервісу, орієнтованою на Трампа, r/The_Donald), який нібито створив відео, зіткнувшись зі звинуваченнями в тому, що вони шантажували користувача.
Пізніше того ж місяця група сенаторів-демократів на чолі з Емі Клобучар подала запит на інформацію через звинувачення в тому, що адміністрація Трампа планувала використовувати CNN як «важіль для політичної вигоди» у процесі очищення передбачуваного придбання своєї материнської компанії. Time Warner від AT&T — про купівлю, про яку вперше було оголошено в жовтні 2016 року. The Daily Caller повідомила, що, зокрема, адміністрація домагалася відсторонення Джеффа Цукера з посади президента CNN. Хоча Трамп пообіцяв повністю заблокувати придбання під час своєї президентської кампанії, перехідна команда Трампа пізніше заявила, що уряд планує оцінити угоду без упереджень.
Після оголошення про придбання генеральний директор AT&T Рендалл Л. Стівенсон заявив, що компанія «віддана продовженню редакційної незалежності CNN».  У серпні 2017 року Deadline Hollywood повідомив, що AT&T розглядала можливість виділення CNN і своєї частки в TMZ після придбання. У жовтні 2017 року Стівенсон применшував можливість того, що постійна напруженість між Трампом і CNN може вплинути на угоду, заявивши, що він «[не] знав, яке значення має CNN з точки зору антимонопольного огляду», і що AT&T не планувала вносити управлінські зміни в нерухомість Time Warner, яка добре працювала, наприклад CNN. Пізніше того ж місяця CNN запустила нову рекламну кампанію «Факти перш за все», намагаючись побороти негативне сприйняття якості своїх репортажів. Використовуючи яблуко для демонстрації метафор фейкових новин та "альтернативних фактів  (зокрема, припускаючи, що можна наполегливо стверджувати, що яблуко насправді було бананом), це рекламує зобов'язання поставити пріоритет точних, заснованих на фактах звітів, перш ніж висловлювати думки щодо конкретної історії.  Реклама стала предметом пародій, у тому числі від The Daily Caller (яка змінила рекламу і слоган на «якщо ми не повідомляємо про Трампа») і Стівена Колберта (який закінчився рядком «Тепер помаранчевий, ти готовий до імпічменту?») і був розкритикований консервативними видавцями, республіканськими політиками та в соціальних мережах.
6 листопада 2017 року Стівенсон зустрівся з Маканом Делрахімом, помічником генерального прокурора Антимонопольного відділу Міністерства юстиції США, щоб обговорити проблеми антимонопольного законодавства та концентрації власності на ЗМІ, пов'язані з придбанням, та можливі варіанти їх вирішення. Через два дні основні ЗМІ публічно повідомили, що Міністерство юстиції рекомендувало або весь підрозділ Turner Broadcasting System, або DirecTV, бути проданим як умову злиття. Financial Times пішла далі, заявивши, що вона спеціально вимагала ліквідації CNN. Стівенсон спростував ці повідомлення, заявивши, що він ніколи не пропонував і не мав намірів продавати CNN. Кореспондент CNN в ЗМІ Брайан Стелтер зазначив, що ЗМІ інтерпретували ймовірні рекомендації як справжнє занепокоєння з приводу масштабів AT&T після злиття, або як захід у відповідь адміністрації Трампа проти CNN.
Наступного дня на конференції DealBook в Нью-Йорку Стівенсон заперечив, що департамент взагалі вимагав ліквідації CNN (заявивши, що йому «ніколи не казали, що ціна укладення угоди — це продаж CNN»), і що компанія мала на меті «прийти до мирної угоди». Однак він заявив, що якщо вони не зможуть цього зробити, AT&T «готова до судового розгляду». У заяві для CNBC, чиновник міністерства юстиції підтримав Стівенсона, заперечуючи, що під час обговорення були якісь конкретні вимоги ліквідувати CNN, і вважаючи заяви «шокувальними» і спробою політизувати ситуацію. Посадовець додав, що департамент офіційно рекомендував або повністю відмовитися від угоди, або відмовитися від DirecTV або Turner, але він відкритий для інших варіантів для подолання антимонопольних проблем. Того ж дня контрольна група Protect Democracy подала до суду на Міністерство юстиції, щоб отримати інформацію про те, чи адміністрація Трампа «неправомірно втручалася в розгляд Міністерства злиття між AT&T і Time Warner, чи діяла у цьому питанні на основі особиста неприязнь президента до захищеної промови CNN». Закон про свободу інформації запитував ці деталі, але департамент не відповів. 20 листопада 2017 року Департамент юстиції подав антимонопольний позов щодо придбання.

### 2018— дотепер: під WarnerMedia
Після того, як суддя окружного суду США Річард Дж. Леон виніс рішення на користь AT&T у позові, AT&T завершила придбання Time Warner 14 червня 2018 року та перейменувала компанію на WarnerMedia.
У березні 2019 року WarnerMedia оголосила про реорганізацію, яка фактично ліквідувала Turner Broadcasting, і CNN став частиною нового підрозділу WarnerMedia News & Sports. Джеффа Цукера призначили головою нового підрозділу, який додав до його компетенції Turner Sports і регіональні спортивні мережі AT&T SportsNet.
6 травня 2019 року CNN почав транслювати програми зі своїх нових студій на 30 Hudson Yards , які замінили Time Warner Center як штаб-квартиру мережі на Манхеттені. Тим часом наприкінці травня 2019 року CNN International оголосила, що скорочує свої програми та штат у Лондоні, щоб зменшити витрати, посилаючись на збитки в розмірі 10 мільйонів доларів на рік.
29 травня 2020 року центр CNN став ареною заворушень у відповідь на вбивство Джорджа Флойда в Міннеаполісі, штат Міннесота, чотирма днями раніше. Бунтівники пошкодили логотип CNN перед будівлею, розбили більшість вікон, кидали предмети в офіцерів, які стояли у фоє, та пошкодили автомобілі відділу поліції Атланти, припарковані вздовж вулиці, перш ніж рано вранці їх вигнали поліціянти. 30 травня частину протестувальників заарештували та доставили до будівлі, де розташована поліційна дільниця, тому бунтівники спеціально атакували CNN Center. Пошкодження швидко усунули протягом тижня.
У 2021 році WarnerMedia оголосила про запуск потокового сервісу CNN+ під брендом CNN у США протягом першого кварталу 2022 року, який буде показувати оригінальні програми та бібліотеку оригінальних серіалів і документальних фільмів CNN на вимогу. У грудні 2021 року служба найняла багаторічного журналіста Fox News Кріса Воллеса для ведення щотижневої програми про службу.

## Програмування
Дивіться також: Список програм, які транслює CNN
Поточний розклад CNN у будні складається здебільшого з поточних програм новин у денні години, за якими йдуть глибокі новини та інформаційні програми ввечері та в прайм-тайм. Ранкові програми мережі складаються з ранкової програми новин «Ранній початок», яку ведуть Крістін Романс і Лора Джарретт о 5–6 ранку за східним часом, за яким слідує «Новий день», ранкове шоу мережі, ведучі Джоном Берманом і Бріанною Кейлар о 6–9 ранку за ET. Більшість програм CNN пізно вранці та рано вдень складається з CNN Newsroom, поточної програми новин, яку ведуть Джим Скіутто та Поппі Харлоу вранці та Ана Кабера, Віктор Блеквелл та Алісін Камерота вдень. У перервах між випусками Newsroom, At This Hour with Kate Bolduan виходить в ефір з 11 ранку до полудня Eastern, потім Inside Politics з Джоном Кінгом, ведучим Джоном Кінгом опівдні Eastern.
Пізній обід і ранній вечір CNN складається з The Lead з Джейком Таппером, ведучим Джейком Теппером о 16:00 за східним часом і The Situation Room з Вольфом Блітцером, ведучим Вольфом Блітцером о 18:00 за східним часом. Вечірній та прайм-тайм лінійки зміщуються до більш глибоких програм, включаючи Ерін Бернетт OutFront о 19:00 за східним часом та Anderson Cooper 360° о 20:00 за східним часом і Don Lemon Tonight о 22:00 за східним часом.
Прайм-тайм вихідного дня присвячений здебільшого фактичним програмам, таким як документальні спеціальні та мінісеріали, реаліті-серіали в документальному стилі (наприклад, Ентоні Бурден: Частини невідомі та Об’єднані відтінки Америки), а також придбані документальні фільми, представлені під банером CNN Films. Ранкові програми мережі у вихідні дні складаються з CNN Newsroom (одночасна трансляція від CNN International) о 4–6 ранку за східним часом, за яким слідують вихідні випуски New Day, ведучі Крісті Пол і Борис Санчес, які виходять щосуботи о 6–9 ранку. ET та неділю о 6–8 ранку за ET, а також суботня програма мережі Смерконіш з Майклом Смерконішем о 9 ранку за східним часом. Недільний ранковий склад складається в основному з політичних ток-шоу, включаючи Inside Politics Sunday, ведуча яких Еббі Філліп о 8 ранку Eastern і State of Union, співведучі Джейк Таппер і Дана Беш о 9 ранку Eastern і повторення опівдні Eastern і програма міжнародних відносин Fareed Zakaria GPS, яку веде Фаррід Закарія о 10:00 за східним часом і повторення о 13:00 за східним часом, а також програма медіааналізу Reliable Sources, яку веде Браян Стелтер об 11 ранку за східним часом. Програми вихідного дня, окрім вищезгаданих, заповнені CNN Newsroom від Фредріки Вітфілд, Джима Акоста, Памели Браун та інших ведучих.
У сезоні 2014—2015 років, після скасування Piers Morgan Tonight (який сам по собі замінив Larry King Live), CNN експериментував із запуском фактичних програм і програм у стилі реальності протягом 9:00 вечора за ET, наприклад, Джон Уолш «Полювання», «Це життя з Лізою Лінг» і «Хтось повинен це зробити» Майка Роу. Джефф Цукер пояснив, що цей новий склад був призначений для того, щоб CNN не покладався на експертно-орієнтовні програми та залучення молоді демографії до мережі. Цукер заявив, що годину 21:00 можна випередити під час основних новинних подій для розширеного висвітлення. Ці зміни збіглись з запровадженням нової кампанії створення зображень для мережі під гаслом «Іди туди». У травні 2014 року CNN показала прем'єру документального міні-серіалу «Шістдесяті» з Томом Хенксом і Гері Гетцманом , який розповідав про Сполучені Штати 1960-х років. Завдяки своєму успіху CNN замовив подальші дії, зосереджені на інших десятиліттях. Anderson Cooper 360° був розширений до роботи протягом двох годин, з 20:00 до 22:00.
До 2019 року CNN випустила щонайменше 35 оригінальних серіалів. Поряд із франшизою Хенкса/Гетцмана (включаючи спін-офф 2018 року 1968 року), CNN показував інші документальні мінісеріали, пов'язані з новинами та політикою США, такі як «Роди Буша» та «Американські династії: Кеннеді», які мали найвищі рейтинги серед усіх CNN. Прем'єра оригінального серіалу тепер, 1,7 мільйона глядачів. Parts Unknown завершився після самогубства ведучого Ентоні Бурдена в 2018 році ; CNN оголосила про декілька нових мінісеріалів і документальних серіалів на 2019 рік, включаючи американський стиль (мінісеріал виробництва цифрової медіакомпанії Vox Media) «Проєкт викупу» з Ван Джонсом, «У погоні за життям» із Санджаєм Гуптою , «Трікі Дік» (мінісеріал, присвячений Річарду Ніксону), «Фільми» (додаткова частина мінісеріалу про Хенкса/Гетцмана) і «Одного разу у великому місті: Детройт 1962-64» .

### Презентація в ефірі
CNN розпочав мовлення у форматі з роздільною здатністю 1080i високої чіткості у вересні 2007 року. Цей формат тепер є стандартним для CNN і доступний у всіх основних кабельних і супутникових постачальників.

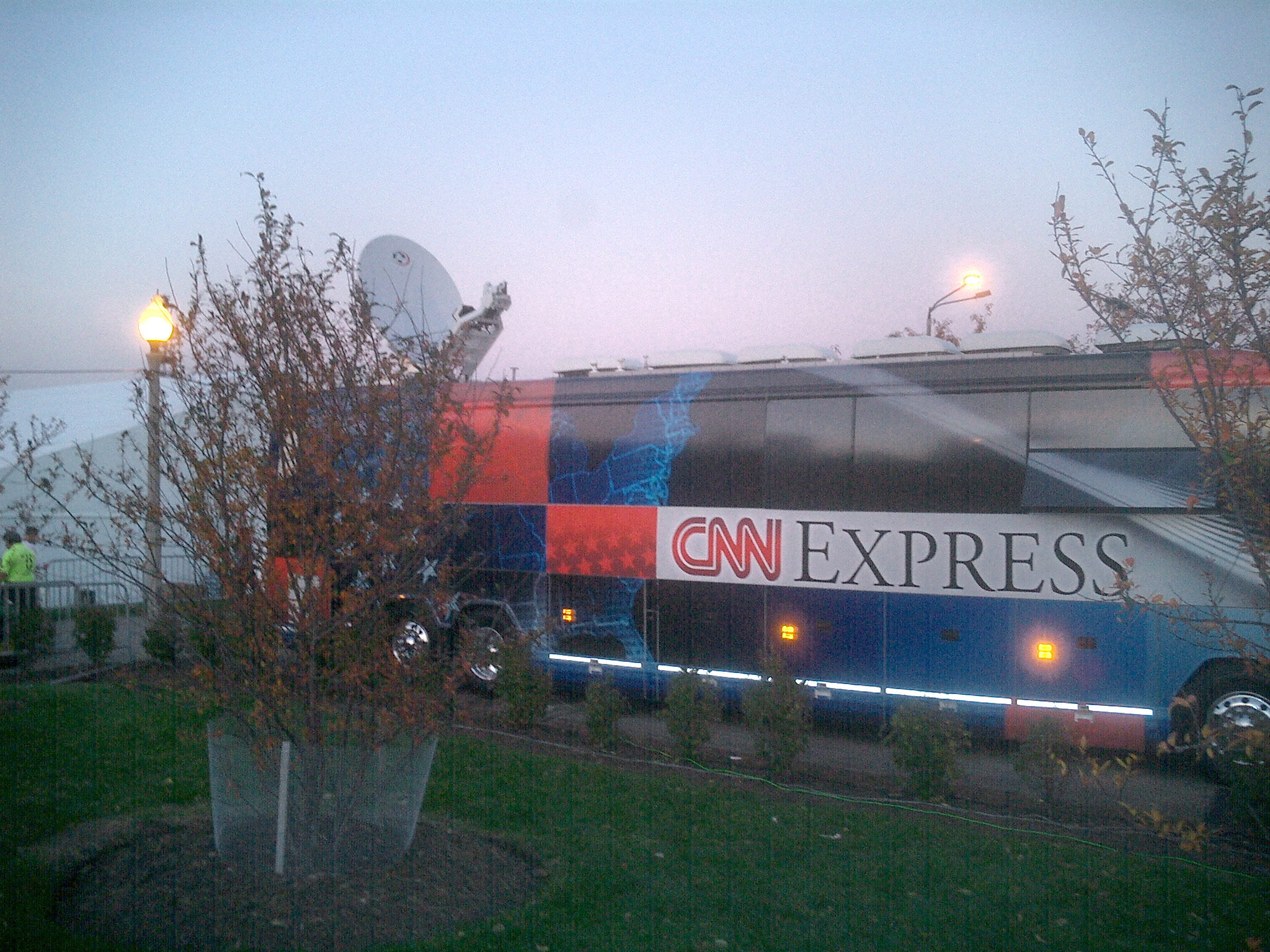
Автобус CNN Election Express, який використовується для мовлення

Політичне висвітлення CNN у форматі HD вперше стало мобільним завдяки появі автобуса CNN Election Express у жовтні 2007 року. Автомобіль Election Express, здатний до п'яти одночасних HD-каналів, використовувався для президентських дебатів каналу CNN-YouTube та для інтерв'ю кандидатів у президенти.
У грудні 2008 року CNN запровадив комплексний редизайн свого зовнішнього вигляду в ефірі, який замінив чинний стиль, який використовувався з 2004 року. Графіка в ефірі набула округлий, плоский вигляд у переважно чорно-білій та червоній кольоровій гамі, і введення нового поля поруч із логотипом CNN для зображення логотипів шоу та специфічної для сегмента графіки, а не великого банера над нижньою третиною. Редизайн також замінив мітку прокручування статичним «фліпером», який міг або показувати стрічку заголовків новин (як вставлені вручну, так і взяті з RSS — канал CNN.com), або «актуальні» деталі, пов'язані з історією.
Наступний серйозний редизайн CNN був представлений 10 січня 2011 року, замінивши темний, плоский зовнішній вигляд 2008 року на більш глянсову, синьо-білу кольорову схему та перемістивши додаткове поле з логотипом у протилежний кінець екрана. Крім того, мережа почала створювати своє програмування виключно у співвідношенні сторін 16:9, при цьому канали стандартної чіткості з використанням версії HD-канал із поштовою скринькою. 18 лютого 2013 року «фліпер» було вилучено та повернуто до прокрутки; спочатку зображався як синій фон з білим текстом, а через день мітку було змінено на синій текст на білому тлі, щоб відповідати вигляду «плавника».
11 серпня 2014 року CNN представив новий графічний пакет, відмовившись від глянцевого вигляду для плоскої прямокутної схеми, яка включає червоний, білий і чорний кольори, а також шрифт Gotham. Тікер тепер чергується між загальними заголовками та фінансовими новинами від CNN Business, а додаткове поле з логотипом було замінено меншим полем під помилкою CNN, яке зображає назву, хештег або маркер у Твіттері для шоу, що транслюється, або його прив'язку. У квітні 2016 року CNN почала вводити новий корпоративний шрифт, відомий як «CNN Sans», на всіх своїх платформах. Натхненний Helvetica Neue сімейство шрифтів, створене після консультацій з Troika Design Group, складається з 30 різних версій із різною вагою та шириною для полегшення використання в друкованих, телевізійних та цифрових носіях.
У серпні 2016 року CNN оголосила про запуск CNN Aerial Imagery and Reporting (CNN AIR), операції по збору новин на базі дронів для інтеграції аерофотознімків і звітів у всіх філіях і платформах CNN, разом з організаціями Turner Broadcasting і Time Warner.

## Очільники
27 липня 2012 року президент CNN Джим Волтон оголосив, що до кінця року піде у відставку після 30 років роботи в мережі. У січні 2013 року його місце зайняв колишній президент NBCUniversal Джефф Цукер.
У лютому 2022 року Джейсон Кілар, виконавчий директор WarnerMedia, власник CNN, попросив Цукера піти у відставку. Все через суперечки Цукера з одним із його помічників, під час розслідування зусиль колишнього ведучого CNN Кріса Куомо приховати репортажі, які б могли зашкодити його брату Ендрю Куомо, губернатору штату Нью-Йорк. Наразі тимчасовими керівниками CNN Кілар оголосив віцепрезидентів Майкла Басса, Эмі Энтеліс і Кена Яутц.

## CNN у США
Згідно з рейтингом Нільсена, CNN посідає перше місце серед новинних мереж. Однак вона поступається новинний мережі Fox News за кількістю довгострокових глядачів (Точкові рейтинги Нільсена). В основному CNN веде мовлення зі своєї штаб-квартири в центрі міста Атланта, і зі студій у Нью-Йорку і Вашингтоні. У США, за станом на грудень 2004 року, новинний канал був доступний у 88,2 мільйонах квартир і будинків і в більш ніж 890 тис. готельних номерів у США.

## Мережа корпунктів CNN

### Бюро в США
- Атланта (Штаб-квартира CNN)
- Бостон
- Вашингтон
- Даллас
- Детройт
- Лос-Анджелес
- Маямі
- Новий Орлеан
- Нью-Йорк
- Сан-Франциско
- Сієтл
- Чикаго

### Міжнародні бюро
- Абу-Дабі (ОАЕ) (головний офіс на Близькому Сході)
- Амман (Йорданія) (невелике бюро)
- Афіни (Греція) (невелике бюро)
- Багдад (Ірак)
- Бангкок (Таїланд)
- Берлін і Франкфурт-на-Майні (невелике бюро) (Німеччина)
- Бейрут (Ліван)
- Богота (Колумбія) (невелике бюро)
- Брюссель (Бельгія) (невелике бюро)
- Буенос-Айрес (Аргентина)
- Гавана (Куба)
- Гонконг (Китай) (головний офіс в Азії)
- Джакарта (Індонезія)
- Дубай, (ОАЕ)
- Єрусалим (Ізраїль)
- Ісламабад (Пакистан)
- Каїр (Єгипет)
- Київ (Україна)
- Лондон (Велика Британія) (головний офіс у Європі)
- Мадрид (Іспанія)
- Мехіко (Мексика)
- Москва (Росія)
- Найробі (Кенія) (невелике бюро)
- Нью-Делі (Індія)
- Рим (Італія)
- Пекін (Китай)
- Ріо-де-Жанейро і Сан-Паулу (Бразилія) (невеликі бюро)
- Сеул (Південна Корея)
- Сідней (Австралія)
- Стамбул (Туреччина)
- Токіо (Японія)

Примітка: Товстим шрифтом виділені бюро, які існують із моменту заснування CNN.

## Оригінальні програми

### Moneyline «Лінія коштів»
Moneyline прем'єра відбулася в 1980 році. Впродовж більше ніж 20 років програма була основним фінансовим шоу CNN. Згодом ведучий програми Лу Доббс, перейшов від серйозних фінансових новин до більш загальних повідомлень і економічного та політичного коментаря. Передачу декілька разів перейменовували в MoneyLine з Лу Доббс, Лу Доббс MoneyLine а потім Лу Доббс Сьогодні ввечері. У 2010 році Доббс пішов у відставку на тлі суперечок із приводу його роздумів у ефірі, щодо громадянства Барака Обами. Він розмірковував чи був президент США за народженням громадянин США — а це необхідна умова для того аби обіймати посаду президента у США, згідно з Конституцією США.

### «Еванс і Новак»
Політична дискусія, шоу Еванс і Новак створене в 1980 році. Програма стала однією з найбільш популярних дискусійних програм кабельної мережі. В 1998 році Хант і Шилдс були названі постійними членами шоу та програму перейменували на — Еванс, Новак, Хант та Шилдс Crossfire «Перехресні вогні» У червні 1982 року, канал запустив нічну програму політичних дебатів, Crossfire, у якій вели дискусії з політичних питань протилежні точки зору. Програму організували представник ліберальної партії Том Брейден і консерватор Пет Б'юкенен. Ідея програми з'явилася, коли Брейден і Б'юкенен вели дебати під час щоденного радіо-шоу в 1978 році. Ці супернчки набирали популярності і переросли у телепрограму. У 1985 році Б'юкенен покинув шоу, щоб стати директором із комунікацій у президентської адміністрації Рональда Рейгана. Його замінили на консервативного оглядача Роберта Новака, який був одним з організаторів іншої політичної програми на CNN.

### «Ларрі Кінг Живий»
У червні 1985 року CNN запустив у прайм-тайм шоу-інтерв'ю, яку організував Ларрі Кінг — «Ларрі Кінг наживо», програма о відомих діячах, політиках, бізнесменах та т. п. Шоу стало найтривалішою програмою на CNN, яка існувала 25 років. До 2001 року шоу мало найбільший рейтинг серед програм усіх телеканалів США. Після 2001 року його перевершив О'Рейлі зі своєю програмою на каналі Fox News Channel і з тих пір він залишається найрейтинговішим шоу серед програм кабельного телебачення. На відміну від багатьох інтерв'юерів, Ларрі Кінг мав прямий, неконфронтаційний підхід. Його стилю інтерв'ю був характерний такт зі сплесками відвертого сарказму. Критики стверджують, що Ларрі Кінг задавав «м'які» питання.

### «Шаттл лиха— Челленджер»
28 січня 1986 року CNN був єдиним каналом, що забезпечував пряму трансляцію запуску космічного човна Челленджер. Цей прямий репортаж у школи набув резонансу по всій країні. Шаттл Челленджер вибухнув всього за 73 секунд після зльоту. Сім астронавтів, у тому числі шкільний вчитель Кріста Маколіфф, загинули в результаті катастрофи. «Порятунок маляти Джессіки» 14 жовтня 1987, 18-місячний малюк Джессіка Мак впала у колодязь у місті Мідленд, штат Техас. CNN швидко повідомив про історії, і це допомогло йому завоювати увагу глядачів до проблеми.

## Різноманітність шоу
«Спорт Сегодня» (1980—2001), «Люди в новинах», «Стиль з Ельзою Кленсша» (1980—2000), «Бізнес Ранок», «CNN Світанок» (1980—2005).

## Радіо CNN
Радіо CNN [Архівовано 24 квітня 2021 у Wayback Machine.] — це радіомережа цілодобового мовлення у прямому етері, що належить телевізійному каналу CNN. Мовлення на радіостанціях CNN здійснюється різними мовами, відповідно до території розповсюдження. Радіопрограма включає в себе новини та спорт, а також розважальні програми та музику. На радіостанції є такі радіопрограми:
1. «In the Area» — програма сконцентрована на національних новинах, ведучий якої Еліот Спітцер. Головною темою є дискусії та інтерв'ю CNN із співавторами, гостями та новинами.
2. «Your money» — Программа про гроші та бізнес. Ведуча Крістин Роменс розбирає усі ділові новини за тиждень та показує, як вони впливають на звичайних громадян.
3. «CNN Presents» — Розкриття розслідувань, із захоплюючими персонажами. CNN Presents пропонує довгоформатні, розслідувальні звіти та документальні фільми.
4. «Early Start» — американська ранкова телевізійна новиннєва програма.
5. «Morning Express with Robin Meade» — Робін, Боб, Дженніфер, Меліса, Кой та Хайнс допомагають глядачам розпочати свій день із швидкого погляду новин дня.
6. «CNN Late Edition» — програма інтерв'ю телеканалу CNN у прямому ефірі, яку веде репортер-ветеран Вольф Бліцер. Програма є «останнім словом у недільній розмові» та основним джерелом новин на перших сторінках у понеділок вранці та ін.

Починаючи з лютого 2019 року, аудіосигнал CNN розповсюджується на вебсайті Entercom Radio.com та додаток.

## Інші платформи

### Вебсайт
CNN запустила свій вебсайт CNN.com (спочатку відомий як CNN Interactive) 30 серпня 1995 року. Протягом першого десятиліття сайт набирав оберти і на сьогодні є одним із найпопулярніших новиннєвих вебсайтів у світі.
За даними Nielsen/NetRatings, у квітні 2009 року CNN.com зайняв третє місце серед глобальних новиннєвих онлайн-сайтів за кількістю унікальних користувачів у США (у порівнянні з попереднім роком, ця кількість підписників зросла на 11 %).
CNN Pipeline — це назва платної служби підписки, відповідного вебсайту та «замовника» доставки контенту, який забезпечував потоки живого відео з чотирьох джерел, доступ за запитом до історій та звітів CNN, а також необов'язкові спливні «повідомлення про новини» для користувачів комп'ютерів. Встановлення «замовника» було доступне для користувачів ПК під управлінням Microsoft Windows. Був також браузерний веб"замовник", який не вимагав установки. Послугу було припинено у липні 2007 року та замінено безплатною потоковою службою.
18 квітня 2008 р. сайт CNN.com зазнав атаки китайських хакерів, як помсту за розповсюдження на своєму каналі статті про хвилювання в Тибеті 2008-го. CNN повідомив, що вони вжили запобіжних заходів після того, як стало відомо про напад, що готується. Компанія була нагороджена премією Emmy Awards 2008 в галузі технологій та інженерії за розробку та впровадження інтегрованої та портативної системи збору цифрових новин (DNG) у режимі реального часу, редагування, зберігання та пересилання на основі IP. Перше використання цих технологій відбулося у квітні 2001 року, коли кореспондентка CNN Ліза Роуз Уівер спостерігала за звільнення екіпажем ВМС США пошкоджений літак електронного спостереження після інциденту на острові Хайнань. Технологія складалася з відеотелефона виробництва 7E Communications Ltd із Лондона (Велика Британія). Цей робочий процес DNG сьогодні використовується мережею для отримання матеріалів по всьому світу за допомогою Apple MacBook Pro, різних професійних цифрових камер, програмного забезпечення від Streambox Inc. та терміналів BGAN от Hughes Network Systems.
24 жовтня 2009 року CNN запустила нову версію вебсайту CNN.com; до оновленого сайту додалися нова опція «зареєструватися», за допомогою якої користувачі можуть створювати власне ім'я користувача та профіль, а також нова функція «CNN Pulse» (бета-версія) разом з новою темою червоного кольору. Разом з цим більшість новин, що зберігалися на сайті, були видалені.

### Блоги
Програма актуальних новин «Внутрішня політика» Джуді Вудрафф була першою програмою CNN, яка запропонувала огляд блогів у 2005 році. Перегляд блогів було розширено, коли Inside Politics об'єдналася з The Situation Room. У 2006 CNN випустила CNN Exchange і CNN iReport, задля подальшої централізації всіх своїх можливостей ─ від ведення блогу до громадської журналістики під брендом CNN.
CNN iReport містить фотографії та відео, надіслані підписниками. Попри це, програма набула великої популярності ─ репортажі здаються професійними, хоча працювали над ними журналісти-аматори, які навіть не закінчили коледж або навіть школу.
CNNHealth об'єднується з лікарями-експертами, які допомагають підтримувати онлайн спостереження на вебсайті блогу CNN «The Chart». Серед учасників — Drs. Санджай Гупта (головний медичний кореспондент), Чарльз Рейсон (експерт з психічного здоровья), Отіс Броулі (розповідає про умови), Меліна Джамполіс (експерт дієтології та фітнесу), Дженніфер Шу (експерт здорового способу життя) та Елізабет Коен (старший медичний кореспонден).

### Інші цифрові майданчики
На початку 2008 року CNN почала підтримувати прямую трансляцію, доступну для абонентів кабельного та супутникового телебачення, які переглядають CNN.  CNN International транслюється в прямому ефірі та озвучує частину для платних послуг: RealNetworks, SuperPass за межами США. CNN також пропонує кілька RSS-каналів для подкастів. CNN має найбільшу кількість каналів на популярному сайті для перегляду відео YouTube. Ці публікації можна переглянути повністю, коли у користувачів буде змога. У 2014 році CNN запустила радіоверсію своїх телепрограм на TuneIn Радіо.

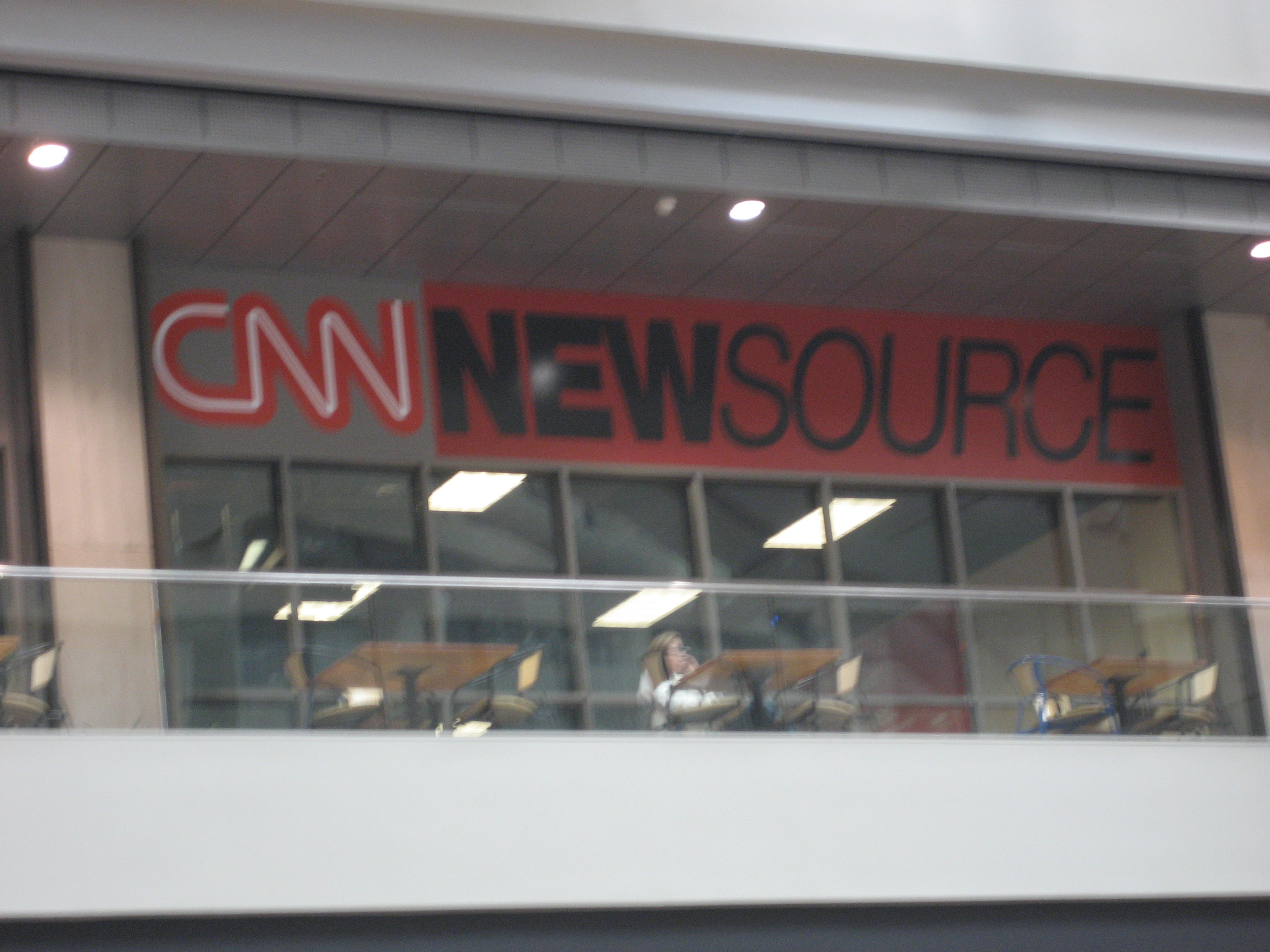
Офіси CNN Newsource у центрі CNN в Атланті

7 березня 2017 року CNN оголосила про офіційний запуск свого підрозділу віртуальної реальності під назвою CNNVR. Він буде виробляти 360-градусні відеоролики для своїх додатків на Android і iOS у рамках CNN Digital.  Він планує висвітлювати основні події за допомогою групи онлайн та цифрових новин у Нью-Йорку, Атланті, Лондоні, Гонконгу, Сан-Франциско, Дубаї, Йоганнесбурзі, Токіо і Пекіні.
CNN Newsource — це партнерська відеослужба на основі підписки, яка надає контент телевізійним станціям, пов'язаними із CNN, включно з наземними та міжнародними станціями. Newsource дозволяє афілійованим особам завантажувати відео з CNN, а також з інших афілійованих осіб, які завантажують своє відео в Newsource.
CNN також підтримує телеграфну службу, відому як CNN Wire.
Цифровим магазином CNN, в якому продаються фірмові товари для дому та програмне забезпечення, керує партнер компанії StackCommerce.

### Соціальні мережі
CNN створили купу соціальних мереж задля того, щоб показати свій потенціал та авторитетність. Після створення сторінок в Instagram, Twitter, Facebook та інших соціальних мереж, CNN припинили сприймати тільки як канал новин.

## CNN та інформаційні війни
Колишній керівник CNN, нині новий керівник Ради керуючих із телерадіомовлення США Волтер Айзексон вважає Росію і канал Russia Today ворогом США. На думку головного редактора Russia Today Маргарити Сімоньян, ці заяви багато прояснюють у політиці медіакомпанії CNN, якою Айзексон керував у минулому: «Уявляю, який шум піднявся б, якби високопоставлений російський чиновник, відповідальний за телерадіомовлення, назвав CNN і Америку ворогами Росії. Мабуть, пан Айзексон сказав більше, ніж хотів сказати. Вражаюче, що людина, яка відкрито вважає Росію і Китай ворогами США, не один рік очолював CNN».

## Міжнародний конфлікт
Між російським державним телебаченням і телеканалом новин CNN розгорілася словесна перепалка. Все почалося з того, що американський кореспондент образив почуття росіян, назвавши меморіал радянським воїнам у Білорусі «огидним». З відповіддю росіяни не забарилися. У недільному ефірі російський ведучий Дмитро Кисельов натякнув, що меморіал Корпусу морської піхоти США імітує ніщо інше, як одностатевий секс. Дмитро Кисельов відомий своїми різкими заявами щодо американців, а також гомосексуалів. Торік, наприклад, епатажний російський ведучий заявив, що серця геїв потрібно закопувати в землю або спалювати. До слова, нещодавно Кисельов очолив одне з найбільших інформагентств Росії — «РИА Новости». Телеканал CNN, у свою чергу, за образу білорусів публічно вибачився. Відповідну заяву редакція каналу опублікувала на своєму сайті. Матеріал журналіста відразу ж видалили.

## CNN та Крим
Канал CNN у новорічному матеріалі у січні 2019 року опублікував фото, де окупований Крим значиться, як частина Росії. У матеріалі про те, як у різних країнах світу святкують Новий рік, телеканал CNN опублікував фото з окупованого Сімферополя із позначкою «Simferopol, Russia». У відповідь в українському посольстві в США порадили CNN «ретельніше перевіряти факти».

## CNN закрили доступ до сторінок Facebook в Австралії
CNN стали першими американськими ЗМІ, які публічно обмежили доступ до своїх сторінок у Facebook в Австралії, після введення закону про коментарі австралійськими органами влади. Судовій постанові трактується, що ЗМІ будуть нести юридичну відповідальність за коментарі під своїми постами у Facebook.
Представниця CNN розповіла, що австралійські мешканці не зможуть відвідати сторінки якими володіє компанія включно з основним блогом, міжнародною сторінкою і сторінкою телешоу, що транслює компанія. CNN намагалася розв'язати проблему без таких глобальних рішень: звернулась до Facebook Inc. за допомогою у відключенні коментарів під їх постами, але представникам Фейсбуку не сподобалась ця ідея. Після чого новиннєва компанія вирішила, що задля уникнення юридичних ризиків легше буде просто відмовитись транслювати новини в австралійську мережу, аніж встигати спостерігати всі відгуки підписників.

## Гучний штраф
У 2019 році Федеральна антимонопольна служба Росії оштрафувала мовник російського CNN «Тернер інформаційні програми та стиль життя» на 200 тис. руб. за порушення правил закону «Про рекламу».
ФАС повідомляє, що при транслюванні логотипу та іншої інформації про телеканал, гучність мовлення сягала 9,6 децибела, при допустимій нормі відхилення 1,5 децибел.

## Ефект CNN
Через Війну в Перській затоці та інші кризи початку 1990-х років (зокрема, Битва в Могадишо) чиновники Пентагону, ввели термін «ефект CNN». Він у реальному часі описував вплив телеканалу на свідомість глядачів 24 години на добу. Він ілюстрував події та процеси прийняття рішень американського уряду. Джон Кизеветтер пояснив: «CNN змінило новини. Завдяки CNN тепер новини не мають циклу. Коли літак розбився, або прозвучали постріли в школі, ми очікуємо побачити це відразу по всіх новинах. Ми не залежимо від мовних мереж Великої трійки. Перелом настав після 10-го дня народження CNN. Зокрема, війна в Перській затоці показала, наскільки CNN змінив світ. Американські військові лідери підбирали слова ретельно під час телевізійних прес-брифінгів, знаючи, що Саддам Хусейн дивився CNN, теж».

## Нагороди та відзнаки
1998: CNN отримала нагороду Four Freedom Award за свободу слова.
2017: CNN отримала премію принца Реньє III на телевізійному фестивалі в Монте-Карло за документальний фільм «Мідвей: Пластиковий острів» про забруднення моря
2018: CNN отримала премію Закордонного прес-клубу Америки Девіда Каплана за найкращі репортажі з-за кордону на телебаченні та у відеорекламі падіння ІДІЛ. Репортаж Ніка Патона Уолша та Арви Деймон
2018: CNN отримала премію Джорджа Полка за репортажі про розкриття прихованого сучасного аукціону рабів африканських біженців у Лівії. Репортаж Німи Ельбагір та Раджі Разек
2018: Німа Ельбагір як журналістка CNN отримає нагороду «За мужність у журналістиці»" за 2018 рік від Міжнародного фонду жіночих медіа
2018: CNN виграла рекордні шість нагород Emmy Awards. Це нагороди за: видатне висвітлення останніх новин, видатне постійне висвітлення сюжету новин у ефірі новин, видатне інтерв'ю в прямому ефірі, видатне повідомлення про важкі новини в ефірі новин, видатні спеціальні новини, видатні наукові, медичні та екологічні звіти
2019: Школа USC Annenberg присудила CNN нагороду Волтера Кронкіта за CNN Parkland Town Hall
2020: Ед Лавандера з CNN було нагороджено премією Пібоді за репортаж «The Hidden Workforce: Undocumented in America»